# Henrik Hansen Laub
Henrik Hansen Laub (9. februar 1902 i Aarhus – 19. juni 1980) var en dansk tegner. Studerede ved kunstakademiet i København.
Studierejse til Rom i 1920 gjorde et uudsletteligt indtryk på den unge Henrik Hansen Laub.
Ved hjemkomsten blev han ansat på Århus Stiftstidende, hvor han i en menneskealder altid var i centrum i byens liv og skildrede alle (Aarhus' by) begivenheder med sin letgenkendelige streg.
Blev nationalt eje i Danmark gennem den årligt tilbagevendende forside til Familie Journals julenummer, som han tegnede fra 1940 frem til sin død i 1980.
Fader til forfatteren Ole Henrik Laub og tandlæge Ina Frank (17. november 1943 - 15. januar 2000, Aarhus).